# جون د. هانكوك
جون د. هانكوك (بالإنجليزية: John D. Hancock)‏ هو كاتب سيناريو ومنتج أفلام ومخرج أمريكي، ولد في 12 فبراير 1939 في كانساس سيتي في الولايات المتحدة.

## وصلات خارجية
- جون د. هانكوك على موقع IMDb (الإنجليزية)
- جون د. هانكوك على موقع ألو سيني (الفرنسية)
- جون د. هانكوك على موقع تيرنر كلاسيك موفيز (الإنجليزية)
- جون د. هانكوك على موقع أول موفي (الإنجليزية)
- جون د. هانكوك على موقع أول موفي (الإنجليزية)
- جون د. هانكوك على موقع قاعدة بيانات الأفلام السويدية (السويدية)
- جون د. هانكوك على موقع إن إن دي بي (الإنجليزية)
- جون د. هانكوك على موقع قاعدة بيانات الفيلم (الإنجليزية)
- جون د. هانكوك على موقع كينوبويسك (الروسية)